# Йохан Карл (Пфалц-Гелнхаузен)
Йохан Карл (на немски: Johann Karl von Pfalz-Gelnhausen; * 17 октомври 1638, Бишвайлер; † 21 февруари 1704, Гелнхаузен) e пфалцграф при Рейн, херцог в Бавария, на Цвайбрюкен-Биркенфелд цу Гелнхаузен , граф на Велденц и Спонхайм. Той образува линията на херцозите в Бавария, херцозите в Пфалц-Цвайбрюкен, страничната линия на Вителсбахите в Пфалц.

## Биография
Син е на пфалцграф Кристиан I от Бишвайлер (1598 – 1654) и Магдалена Катарина (1606 – 1648), дъщеря на пфалцграф и херцог Йохан II от Пфалц-Цвайбрюкен.
Заедно с по-големия му брат Кристиан II той е обучаван от Филип Якоб Шпенер и следва след това в университет Страсбург. След това пет години той пътува във Франция, Холандия, Англия, Швеция и Швейцария.
Като шведски кавалерийски полковник той участва във войната на далечния му братовчед шведския крал Карл Х Густав против Дания и по-късно против турците в Унгария. В холандска служба той участва през 1674 г. в битката при Сенефе и получава ранга на първи командир на войската. След това той напуска военната служба и се оттегля в Гелнхаузен.
В договори с брат му Кристиан от 1681 и 1683 г. му е даден Гелнхаузен. Там той получава княжеския двор (Fürstenhof) с парцели и градини.

## Фамилия
Първи брак: през 1685 г. във Вайкерсхайм със София Амалия фон Пфалц-Цвайбрюкен (1646 – 1695), вдовица на граф Зигфрид фон Хоенлое-Вайкерсхайм († 1684), дъщеря на пфалцграф и херцог Фридрих фон Цвайбрюкен. С нея той има една дъщеря:
- Магдалена Юлиана (1686 – 1720)

∞ 1704 херцог Йоахим Фридрих фон Шлезвиг-Холщайн-Пльон (1668 – 1722)
Втори брак: на 28 юли 1696 г. морганатично с Мари Естер фон Витцлебен (1665 – 1725), дъщеря на фрайхер Георг Фридрих фон Витцлебен цу Елгерсбург. През 1715 г. тя и децата ѝ получават наследствени привилегии. С нея той има децата:
- Фридрих Бернхард (1697 – 1739)

∞ 1737 принцеса Ернестина Луиза фон Валдек (1705 – 1782)
- Йохан (1698 – 1780)

∞ Вилд- и Рейнграфиня София Шарлота фон Салм-Даун (1719 – 1770)
- Вилхелм (1701 – 1760), унгарски фелдмаршал, холандски генерал на кавалерията
- Шарлота Катарина (1699 – 1785)

∞ 1745 княз Фридрих Вилхелм цу Солмс-Браунфелс (1696 – 1761)
- София Мария (1702 – 1761)

∞ 1722 граф Хайнрих XXV Ройс цу Гера (1681 – 1748)